# Luca Paolini
Luca Paolini (Milano, 17 gennaio 1977) è un ex ciclista su strada italiano.
Professionista dal 2000 al 2015, ha al suo attivo ventitré successi. Specialista delle classiche del pavé, si è aggiudicato la Freccia del Brabante 2004, la Omloop Het Nieuwsblad 2013 e la Gand-Wevelgem 2015. Ha ottenuto anche una vittoria di tappa alla Vuelta a España 2006 e una al Giro d'Italia 2013 indossando, in quell'occasione, per quattro giorni la maglia rosa. Nel 2004 ha inoltre conquistato il bronzo in linea ai campionati del mondo di Verona.
È soprannominato il Gerva, dal nome del personaggio di Gervasoni de Gli svizzeri di Aldo, Giovanni e Giacomo.

## Carriera

### Esordi e gregariato in Mapei/Quick Step
Da dilettante Paolini ottiene nove vittorie; nel 1999 conquista due medaglie d'argento con la selezione italiana Under-23 ai Campionati europei e ai mondiali di categoria, in entrambi i casi dietro un compagno di Nazionale (rispettivamente Michele Gobbi e Leonardo Giordani).
Paolini passa professionista nel 2000 con la Mapei-Quick Step, squadra diretta da Patrick Lefevere; nel 2003 si accasa alla belga Quick Step, continuazione del team di Squinzi che lascia come main sponsor dopo dieci anni. Col rifondato team Paolini si mette in evidenza soprattutto come gregario di Paolo Bettini, in particolare alla Sanremo 2003, nella quale pilota il proprio capitano dal Poggio fino allo sprint finale vinto su Mirko Celestino, chiudendo il terzetto in fuga fino al traguardo di via Roma. Ciò nonostante si ritaglia alcune volte spazi importanti: ottiene infatti la vittoria al Giro del Piemonte 2002, al Gran Premio Bruno Beghelli 2003 e alla Freccia del Brabante 2004, oltre al terzo posto nella prova in linea dei campionati del mondo 2004 con la maglia della Nazionale. In quest'occasione a Verona il bronzo arriva nello sprint finale di un gruppo di 15 corridori, volata nella quale il comasco si era ritrovato capitano dopo il ritiro per infortunio di Bettini e i tentativi falliti di Basso e Cunego.

### Liquigas e Acqua & Sapone
Nel 2006 si "mette in proprio" trasferendosi alla Liquigas, ma non riesce a far esplodere il suo potenziale di grande corridore di corse da un giorno. In tre anni ottiene comunque sei vittorie e numerosi podi in varie classiche nazionali e internazionali (tra gli altri, i terzi posti alla Milano-Sanremo 2006 e al Giro delle Fiandre 2007); nel 2006 vince inoltre la dodicesima tappa della Vuelta a España, da Aranda de Duero a Guadalajara, primo successo in un Grande Giro.
Nel 2008 si accasa all'Acqua & Sapone del team manager Palmiro Masciarelli: quell'anno vince il Trofeo Laigueglia e la Coppa Placci, mentre nella stagione successiva si aggiudica la Coppa Bernocchi e si piazza quarto al Giro di Lombardia. Lascia la squadra abruzzese al termine della stagione 2010, firmando un contratto con il team russo Katusha, dove tornerà nel suo ruolo di "gregario di lusso", in particolare per i Grandi Giri e la campagna del Nord.

### Katusha: i successi della maturità
Nella primavera del 2013 torna al successo dopo quattro anni, vincendo la Omloop Het Nieuwsblad. Il 6 maggio dello stesso anno si aggiudica quindi, alla sua prima partecipazione, la terza tappa del Giro d'Italia (Sorrento-Marina d'Ascea), ottenendo anche la maglia rosa. In stagione ottiene anche un quarto posto di tappa alla Vuelta a España. A fine settembre è ancora una volta regista in gara della Nazionale ai campionati del mondo di Firenze, sua decima e ultima rassegna iridata che purtroppo deve abbandonare al penultimo giro a causa di una caduta sull'asfalto bagnato.
Nella Milano-Sanremo 2014 pilota alla perfezione nel finale il compagno di squadra norvegese Alexander Kristoff, vincitore della Classicissima che nel dopo gara avrà grandi parole d'elogio per Paolini, come avvenuto undici anni prima con Bettini. Il 29 marzo 2015, a 38 anni, si aggiudica la 77ª edizione della Gand-Wevelgem, corsa in condizioni meteorologiche molto difficili, la sua prima "classica".

### La positività alla cocaina e il ritiro
Il 10 luglio 2015 viene provvisoriamente sospeso con effetto immediato dalla sua squadra, la Katusha, mentre stava prendendo parte al Tour de France, per essere risultato positivo alla cocaina in un controllo a sorpresa effettuato dall'UCI il 7 luglio 2015; la federazione internazionale ha reso noto che nelle urine del corridore milanese è stata trovata benzoilecgonina. Il 13 aprile 2016 Paolini viene squalificato per 18 mesi, con decorrenza al 10 gennaio 2017.
Il 18 gennaio 2017, in un'intervista pubblicata su La Gazzetta dello Sport, dichiara di essersi ritirato dal mondo del ciclismo professionistico non essendo riuscito a trovare una squadra per la nuova stagione. Si dedica così ad altre attività, rilevando, assieme a due soci, un bar/pasticceria a Como. Ciò nonostante, nel febbraio 2017 decide di competere nel mondo della mountain bike tra le file del Team Torpado: allenato dall'amico Paolo Bettini, fissa come obiettivo la partecipazione ai mondiali di MTB marathon tedeschi del 26 giugno 2017.
Nel febbraio 2020 è stato nominato tecnico della categoria allievi dal Comitato Regionale della Lombardia.

## Palmarès
- 1998 (Under-23, GS BCS Computer, quattro vittorie)

Giro del Canavese
Circuito Alzanese
Gran Premio Ezio Del Rosso
Coppa d'Inverno
- 1999 (Under-23, BCS Frangi Eupilio, cinque vittorie)

Trofeo Città di Brescia
Trofeo Mario Zanchi
Gran Premio Ezio Del Rosso
Gran Premio di Poggiana
Memorial Gigi Pezzoni
- 2000 (Mapei-QuickStep, tre vittorie)

3ª tappa Vuelta a Argentina (Santa Fe > San Francisco)
3ª tappa Tour de Normandie (Elbeuf > Flers)
1ª tappa Tour de l'Avenir (Ancenis > Ancenis)
- 2001 (Mapei-QuickStep, due vittorie)

Omloop Groot-Oostende
Gran Premio di Lugano
- 2002 (Mapei-QuickStep, una vittoria)

Giro del Piemonte
- 2003 (QuickStep-Davitamon, una vittoria)

Gran Premio Bruno Beghelli
- 2004 (QuickStep-Davitamon, una vittoria)

Freccia del Brabante
- 2005 (Quickstep - Innergetic, tre vittorie)

3ª tappa Tour de la Région Wallonne (Perwez > Amay)
3ª tappa Tour of Britain (Leeds > Sheffield)
6ª tappa Tour of Britain (Londra > Londra)
- 2006 (Liquigas, due vittorie)

Gran Premio Città di Camaiore
12ª tappa Vuelta a España (Aranda de Duero > Guadalajara)
- 2007 (Liquigas, una vittoria)

1ª tappa Tre Giorni di La Panne (Middelkerke > Zottegem)
- 2008 (Acqua&Sapone-Caffè Mokambo, due vittorie)

Trofeo Laigueglia
Coppa Placci
- 2009 (Acqua&Sapone-Caffè Mokambo, due vittorie)

6ª tappa Settimana Ciclistica Lombarda (Montello > Bergamo)
Coppa Bernocchi
- 2013 (Team Katusha, due vittorie)

Omloop Het Nieuwsblad
3ª tappa Giro d'Italia (Sorrento > Marina di Ascea)
- 2015 (Team Katusha, una vittoria)

Gand-Wevelgem

### Altri successi
- 2000 (Mapei-QuickStep)

Classifica scalatori Post Danmark Rundt
Classifica a punti Tour de l'Avenir
- 2005 (QuickStep-Davitamon)

Classifica a punti Tour of Britain
- 2009 (Acqua&Sapone-Caffè Mokambo)

Classifica a punti Driedaagse De Panne - Koksijde
- 2010 (Acqua&Sapone-Caffè Mokambo)

Classifica a punti Driedaagse De Panne - Koksijde
- 2014 (Team Katusha)

Wetteren Derny
Wilrijk Derny

## Piazzamenti

### Grandi Giri
- Giro d'Italia

2013: 59º
2014: 111º
2015: 111º
- Tour de France

2003: 69º
2006: 99º
2012: 108º
2014: 136º
2015: non partito (8ª tappa)
- Vuelta a España

2001: 106º
2004: non partito (19ª tappa)
2006: ritirato (16ª tappa)
2011: 134º
2013: 107º

### Classiche monumento
- Milano-Sanremo

2002: 63º
2003: 3º
2004: 83º
2006: 3º
2007: 12º
2009: 9º
2010: 10º
2011: 122º
2012: 12º
2013: 5º
2014: 33º
2015: 30º
- Giro delle Fiandre

2003: 39º
2004: 26º
2006: 32º
2007: 3º
2011: 57º
2012: 7º
2013: 23º
2014: 36º
2015: 52º
- Parigi-Roubaix

2010: ritirato
2011: ritirato
2012: 11º
2013: 21º
2014: 74º
2015: 44º
- Liegi-Bastogne-Liegi

2001: ritirato
2002: 68º
2003: ritirato
2004: 69º
- Giro di Lombardia

2001: ritirato
2002: ritirato
2003: ritirato
2005: 45º
2008: ritirato
2009: 4º
2010: ritirato
2011: 11º
2012: ritirato

### Competizioni mondiali

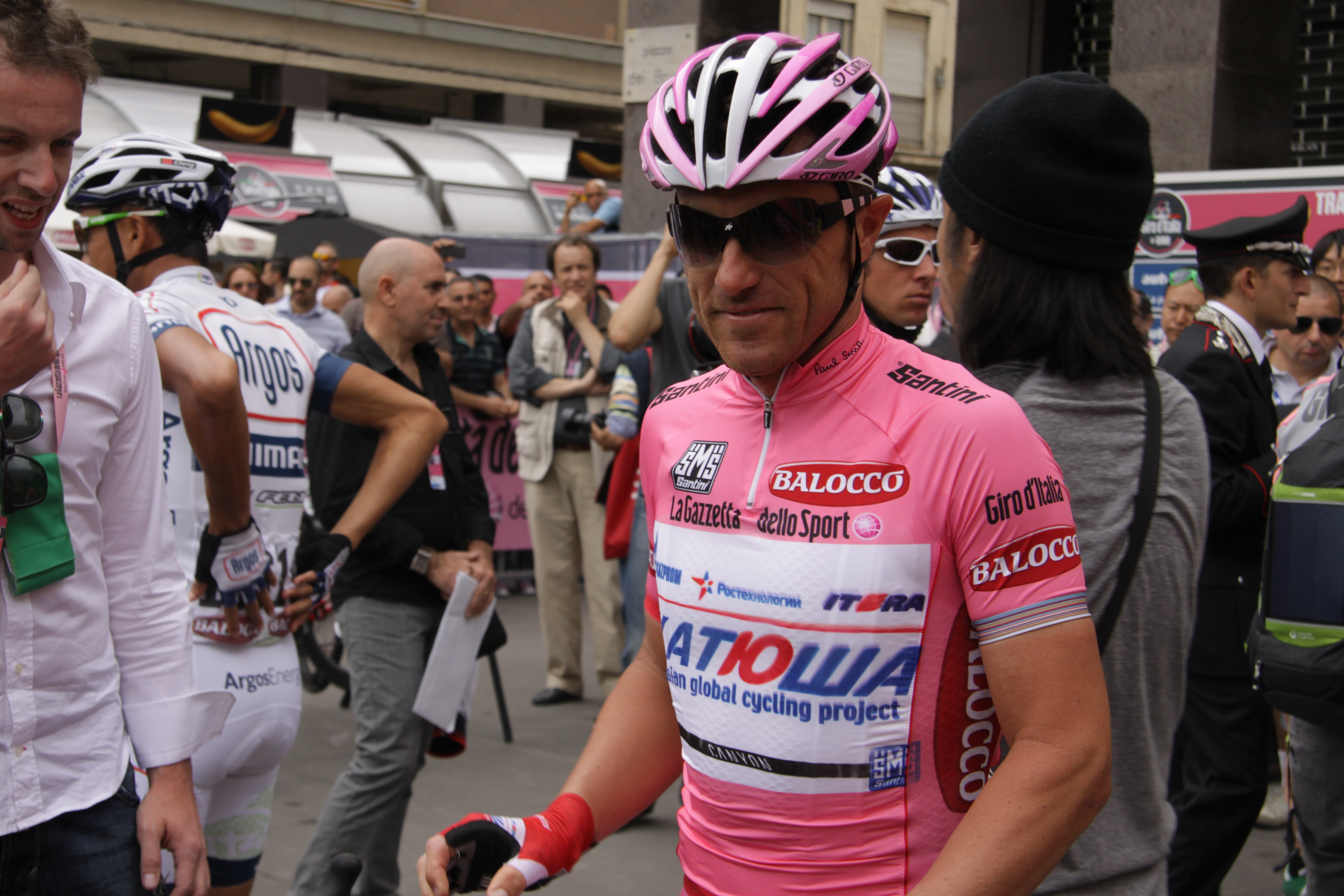
Paolini in rosa al suo primo Giro d'Italia, 2013

- Campionati del mondo

Verona 1999 - In linea Under-23: 2º
Hamilton 2003 - In linea Elite: 8º
Verona 2004 - In linea Elite: 3º
Madrid 2005 - In linea Elite: 72º
Salisburgo 2006 - In linea Elite: 38º
Varese 2008 - In linea Elite: ritirato
Mendrisio 2009 - In linea Elite: 65º
Melbourne 2010 - In linea Elite: 38º
Copenaghen 2011 - In linea Elite: 106º
Limburgo 2012 - In linea Elite: 75º
Toscana 2013 - In linea Elite: ritirato
- Giochi olimpici

Atene 2004 - In linea: 39º
Londra 2012 - In linea: 9º

### Competizioni europee
- Campionati europei

Lisbona 1999 - In linea Under-23: 2°